# Głogówko (województwo wielkopolskie)
Głogówko – osada w Polsce położona w województwie wielkopolskim, w powiecie gostyńskim, w gminie Piaski, w sołectwie Drzęczewo Drugie. Na terenie Głogówka znajduje się Klasztor Ojców Filipinów oraz barokowa bazylika.
W okresie Wielkiego Księstwa Poznańskiego (1815–1848) miejscowość należała do wsi większych w ówczesnym pruskim powiecie Kröben (krobskim) w rejencji poznańskiej. Głogówko należało do okręgu gostyńskiego tego powiatu i stanowiło odrębny majątek, którego właścicielem był wówczas (1846) Kaulfus. Według spisu urzędowego z 1837 roku wieś liczyła 139 mieszkańców, którzy zamieszkiwali 9 dymów (domostw). W skład majątku Głogówko wchodziły także: Bodzewko (21 domów, 200 osób) oraz Drzęczewo (28 domów, 304 osoby).
W latach 1975–1998 miejscowość położona była w województwie leszczyńskim.